# Kebun Tanah Terban
Kebun Tanah Terban is een bestuurslaag in het regentschap Aceh Tamiang van de provincie Atjeh, Indonesië. Kebun Tanah Terban telt 1930 inwoners (volkstelling 2010).